# Viatcheslav Tchornovil
Viatcheslav Maximovitch Tchornovil (en ukrainien : В'ячесла́в Макси́мович Чорнові́л), né le 24 décembre 1937 à Ierky dans l'oblast de Tcherkassy et mort le 26 mars 1999 à Boryspil, est un homme politique ukrainien, ancien dirigeant du Mouvement populaire d'Ukraine (le Roukh).

## Parcours
Viatcheslav Tchornovil naît dans le village de Ierky, en république socialiste soviétique d'Ukraine. Il fait ses études à l'université nationale Taras-Chevtchenko de Kiev dont il est diplômé en 1960 avec mention. Membre du Komsomol, il travaille jusqu'en 1963 pour la télévision à Lviv, avant de s'installer l'année suivante à Vychhorod pour œuvrer à la construction de la centrale hydroélectrique et du réservoir de Kiev. La même année, il rédige une thèse sur les publications de Borys Hrintchenko et devient collaborateur du journal Molodaïa gvardia. Il en est renvoyé après avoir prononcé, en préambule à la projection du film Les Chevaux de feu de Sergueï Paradjanov au cinéma Oukraïna, un discours contre l'arrestation des intellectuels ukrainiens du mouvement dit des soixantards Il soutient aussi Ivan Dziouba, qui a lui-même tenu un discours dissident lors cette séance. Après son licenciement, il trouve un poste dans le journal Droug tchitatelia (Друг читателя).
En novembre 1967, il est néanmoins condamné à six ans de prison pour son livre consacré aux soixantards, Le Malheur d'avoir trop d'esprit. Gracié en 1969, il vit dès lors de travaux occasionnels. Ainsi, il se fait embaucher à la station météorologique de l'oblast de Transcarpatie, sur un site de fouilles archéologiques dans l'oblast d'Odessa, ou encore dans une gare de chemin de fer à Lviv. Sa liberté est de courte durée : épinglé pour avoir édité le journal clandestin Oukraïnski vestnik (Украинский вестник), il est condamné à six ans de camps et d'exil en Mordovie et en Iakoutie. Il est relâché en 1978.
Le 22 mai 1979, il rejoint le groupe ukrainien d'Helsinki, dirigé par l'écrivain Mykola Roudenko.
Sa troisième condamnation a lieu en 1980. Il effectue trois des six années de condamnation prévues au camp de Iakoutie, mais il est interdit d'entrée en Ukraine. Il ne réussit à revenir qu'en 1985.
Le 8-10 septembre 1989, alors que la perestroïka bat son plein, il rejoint le Mouvement populaire ukrainien pour la perestroïka, qui devient ensuite le Mouvement populaire d'Ukraine. Le 30 mars 1990, Tchernovil est élu député du peuple d'Ukraine avec 68,60 % des voix.
Il est candidat à l'élection présidentielle ukrainienne de 1991, obtenant 24 % des voix. À partir de 1995 et jusqu'à sa mort, Tchernovil est membre de l'Assemblée parlementaire du Conseil de l'Europe.
En parallèle, le 14 octobre 1991, Viatcheslav Tchornovil est élu hetman des Cosaques ukrainiens au Grand Conseil des cosaques. Dès le 21 juin 1992, il convoque le Conseil de Pereïaslav, au cours duquel il révoque solennellement le traité de Pereïaslav de 1654 avec la Russie.
En 1996, il reçoit le prix national Taras-Chevtchenko.
Le 29 mars 1998, il est élu pour la troisième fois à la Rada suprême d'Ukraine.
En décembre 1998, il s'engage dans la course à l'élection présidentielle avec Hennadiy Oudovenko avant de se retirer en janvier 1999.
Les circonstances de sa mort, peu avant l’élection présidentielle de 1999, dans un accident automobile à Boryspil dans l'oblast de Kiev, sont controversées. En 2014, après plusieurs expertises, le tribunal de l'oblast de Kiev clos l'enquête et Viatcheslav Tchornovil est officiellement déclaré mort dans un accident,,. Il repose au cimetière Baïkov.

## Hommages

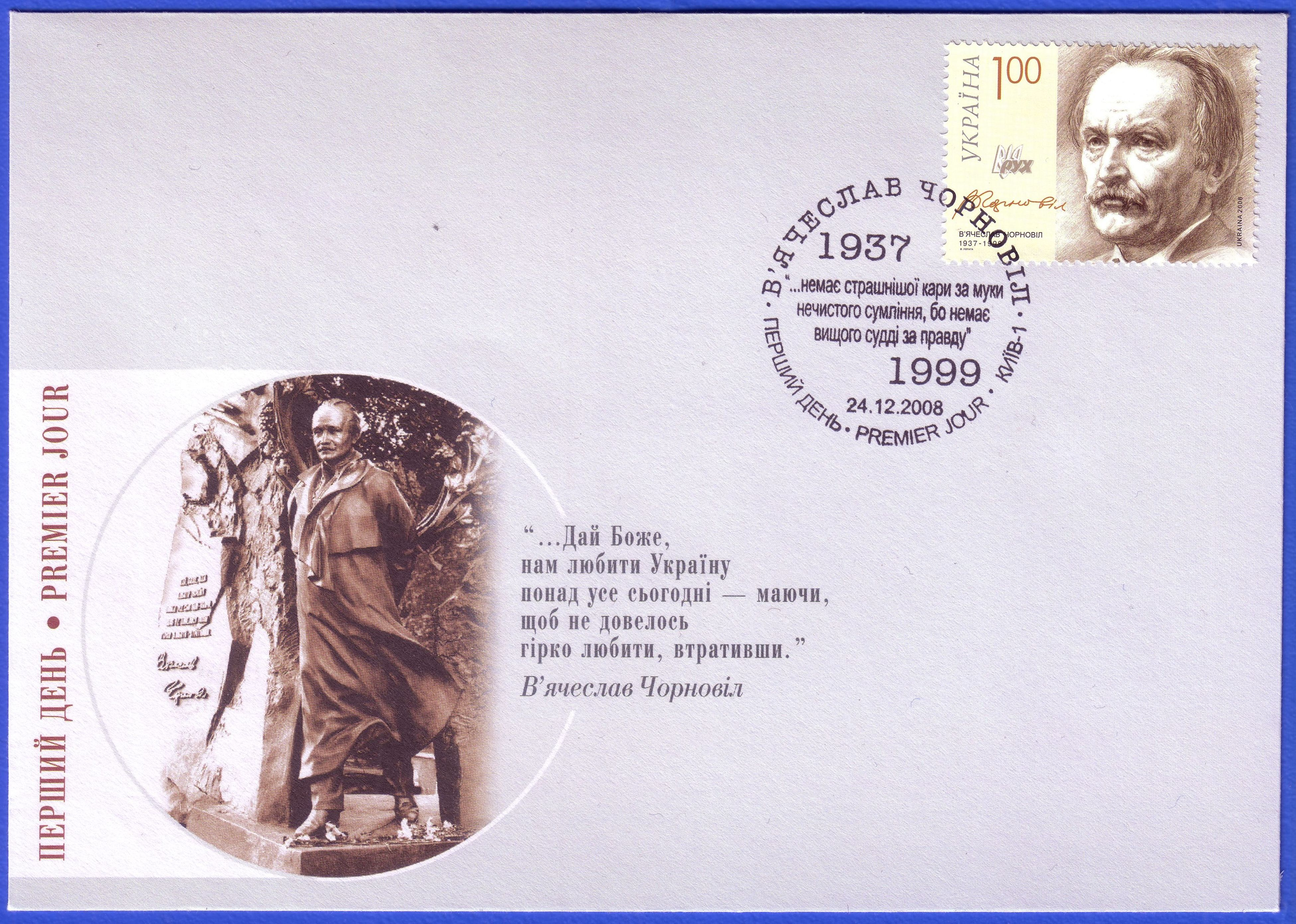
Timbre à son effigie, monument situé à Kiev.

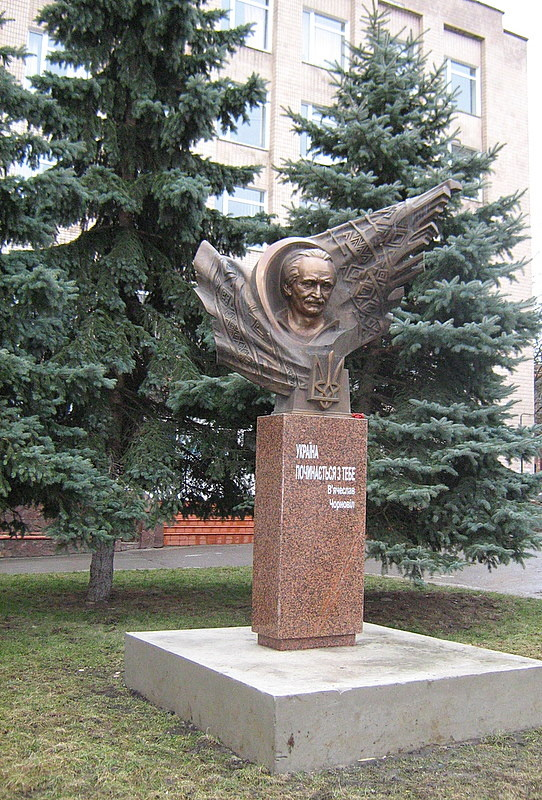
Buste à Khmelnytskyï.

En 2000, le titre de Héros de l'Ukraine lui est décerné à titre posthume.
On inaugure les monuments de Tchornovil à Kaniv (1999), à Lviv (2002), à Ivano-Frankivsk (2005), à Kiev (2006), à Mykolaïv (2007), à Khmelnytskyï (2007). De nombreuses villes inaugurent une rue à son nom : Kiev, Lviv, Ternopil, Poltava, Odessa...
Une pièce commémorative ukrainienne de deux hryvnias à l'effigie de Tchornovil est émise en 2003 ainsi qu'un timbre de poste en 2008.
Six écoles, deux universités et plusieurs rues portent son nom.
Le 21 août 2006, le film de Vladimir Onischenko relatant le parcours du journaliste est sorti avec le titre Celui qui a réveillé l’État de pierre (Пробудивший каменное государство).

## Ouvrages
Il a écrit (traduit en français) : Le malheur d'avoir trop d'esprit, [Trd. Hélène Zamoyska]. P.I.U.F., Paris 1974 et Je ne vous demande rien Trd. de l'ukrainien. P.I.U.F., Paris, 1977.